# Аниськи (Смоленская область)
Аниськи — деревня в Руднянском районе Смоленской области России. Входит в состав Кляриновского сельского поселения. Население — 8 жителей (2007 год). 
Расположена в западной части области в 25 км к северо-востоку от Рудни, в 3 км северо-западнее автодороги Р130 Демидов - Рудня, на берегу реки Черебесна. В 30 км южнее деревни расположена железнодорожная станция О.п. 439-й км на линии Смоленск — Витебск. В деревне есть действующее почтовое отделение, его индекс — 216782.

## История
В годы Великой Отечественной войны деревня была оккупирована гитлеровскими войсками в июле 1941 года, освобождена в октябре 1943 года.